# Hill Street Blues

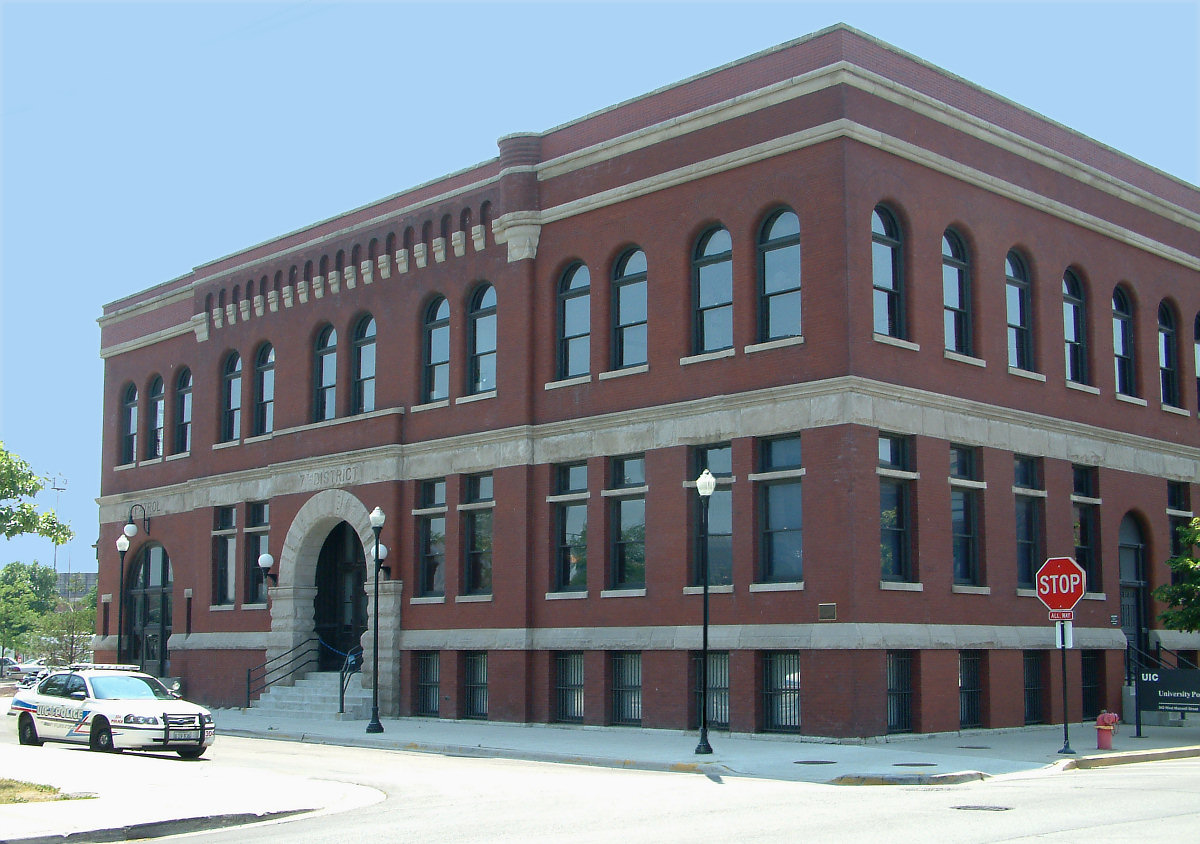
Het districtspolitiebureau in Maxwell Street in Chicago (hier in 2005) dat te zien was aan het begin en slot van afleveringen van de televisieserie Hill Street Blues

Hill Street Blues is een televisieserie die in de Verenigde Staten voor het eerst in 1981 door NBC werd uitgezonden. In Nederland werd de serie uitgezonden door de NCRV en later nog enkele keren herhaald door TV10 Gold en RTL 5. In België werd de serie op Canvas uitgezonden. De serie stond in 2002 op de 14e plaats in TV Guide's 50 Greatest TV Shows of All Time (een wekelijks Amerikaans televisieblad).

## Kenmerken
Hoewel de kijkcijfers in Amerika nooit geweldig zijn geweest, heeft deze serie grote invloed gehad op de manier waarop televisieseries gemaakt werden. In series als NYPD Blue en ER is duidelijk de invloed van Hill Street Blues te herkennen.
Iedere aflevering bestond uit een aantal verhaallijnen die door elkaar heen liepen. Sommige werden binnen de aflevering afgehandeld, sommige liepen door over meerdere afleveringen. Het was voor het eerst dat politiemensen niet werden afgeschilderd als superagenten in snelle auto's, maar als normale mensen die hard moesten werken onder zware omstandigheden.
Producers Steven Bochco en Michael Kozoll diepten de personages goed uit, waardoor vooral ook de menselijke kant veel aandacht kreeg. Een extra dimensie werd toegevoegd door tegenstellingen tussen de personages uit te lichten. Voorbeelden hiervan zijn de blanke zuidelijke agent Andy Renko die samenwerkt met zijn zwarte collega Bobby Hill, en pacifist luitenant Henry Goldblum en de militaristische SWAT-teamleider luitenant Howard Hunter.  Alhoewel er vaak zwaarwichtige onderwerpen uit de onderbuik van de maatschappij aan bod komen, zoals drugsgebruik, banditisme, alcoholisme, racisme, kinderverwaarlozing en partnergeweld houdt men de toon af en toe luchtig of humoristisch en worden sommige personages, waaronder luitenant Hunter, karikaturaal neergezet.
De serie belichtte veel onderwerpen uit het dagelijks leven en de manier waarop een en ander in beeld werd gebracht, moest de televisiekijker het gevoel geven dat hij naar een realityserie keek.
Hoewel de opnamen plaatsvonden in Los Angeles en Chicago, speelde het verhaal zich af in een fictieve stad ergens in het noorden van de Verenigde Staten.
De naam van de serie was gebaseerd op het Hill District in Pittsburgh.
De karakteristieke herkenningsmelodie was geschreven door Mike Post, die ook verantwoordelijk is voor titelsongs van veel bekende televisieseries.

## Geschiedenis
Hill Street Blues ontstond nadat het network NBC in 1980 bij productiemaatschappij MTM om 'een politieserie' vroeg. Producers Bochco en Kozoll hadden aanvankelijk weinig zin in zo'n project. Beiden hadden, ondanks dat ze weinig affiniteit met het genre hadden, net enkele geflopte projecten op dit gebied achter de rug. Bochco stelde daarom bij NBC de voorwaarde dat ze de vrije hand zouden krijgen bij de invulling van de serie.
Kozoll wilde iets in de trant van de speelfilm Fort Apache, The Bronx: een serie waarin de impact van het politieleven op de agenten meer aandacht kreeg dan achtervolgingen en het oplossen van misdaden. Uiteindelijk werd Hill Street Blues volgens Bochco een serie over hoe mensen zich staande houden als ze zich voor een onmogelijke taak zien gesteld.
Een maandenlange acteursstaking had voor enige chaos in de televisiewereld gezorgd. Toen de staking voorbij was moest het script voor de proefaflevering van Hill Street Blues binnen enkele dagen worden geschreven. Bochco herinnert zich dat de samenwerking met Kozoll zeer inspirerend was. Ideeën voor personages waarmee beiden al jarenlang rondliepen werden bij elkaar gebracht, zodat de pilotaflevering uiteindelijk minstens elf hoofdrolspelers had. Dat NBC de twee vervolgens volledige zeggenschap over twee seizoenen van de serie gaf, was volgens Bochco waarschijnlijk te danken aan de uitzonderlijke kwaliteit van de eerste aflevering. Hill Street Blues was in dit opzicht uniek. Normaal gesproken maakten de networks tijdens de productie van een serie volledig de dienst uit op het gebied van de keuze van het verhaal, de acteurs, enz.
Ten tijde van het opstarten van Hill Street Blues waren Bochco en Kozoll ervaren scenarioschrijvers die zich tot op dat moment vooral dienstbaar hadden opgesteld voor projecten waarvoor ze weinig hartstocht voelden. Voor de invulling van de rollen kozen ze acteurs die zich in een vergelijkbare positie bevonden. Vaak ging het om oude vrienden voor wie ze de rol speciaal hadden geschreven. Doordat er zoveel hoofdrollen in Hill Street Blues waren, was het onmogelijk alle verhaallijnen binnen een aflevering af te ronden. De serie kreeg daardoor een structuur die tot op dat moment alleen in soap-opera's gebruikelijk was: verhaallijnen wisselden elkaar voortdurend af. Bovendien gebeurde er in Hill Street Blues veel tegelijkertijd. De scenario's besloegen minstens twee keer zo veel pagina's als tot dan toe gebruikelijk omdat zich vaak zowel op de voorgrond als op de achtergrond iets afspeelde. Om een toch nog enig overzicht te bewaren kende de serie strikte eenheid van tijd: elke aflevering besloeg precies een dag, begon met de ochtendbriefing, en eindigde met de late avond van een personage.
Volgens Bochco heeft hij voor Hill Street Blues vijf jaar van zijn leven continu intens aan het project gewerkt omdat het later misschien zijn enige werk zou blijken waar hij echt trots op kon zijn. Voor veel andere medewerkers gold hetzelfde. Gevoegd bij de opkomende populariteit van cocaïne in Hollywood zorgde dit ervoor dat de sfeer op de set vrijwel voortdurend hectisch was.
Hoewel Hill Street Blues geen kijkcijferhit was, bleek de serie invloedrijk. De reeks werd overladen met Emmy's. De semi-documentairestijl en het loslaten van het principe dat een politieserie een of twee hoofdrolspelers heeft, werden later veelvuldig gekopieerd.
Enkele zeer bekende acteurs speelden een van hun eerste rolletjes in Hill Street Blues: Bryan Cranston, Cuba Gooding jr., Forest Whitaker, Dwight Schultz, Laurence Fishburne, Andy Garcia, Joaquin Phoenix.

## Belangrijkste personages
- Captain Francis X. (Frank) Furillo - Daniel J. Travanti
- Fay Furillo - Barbara Bosson
- Sergeant Philip Freemason (Phil) Esterhaus - Michael Conrad
- Officer Robert Eugene (Bobby) Hill - Michael Warren
- Officer Andrew Jackson (Andy) Renko - Charles Haid
- Joyce Davenport - Veronica Hamel
- Detective Michael (Mick) Belker - Bruce Weitz
- Luitenant Ray Calletano - René Enríquez
- Detective Johnny (J.D.) LaRue - Kiel Martin
- Detective Neal Washington - Taurean Blaque
- Luitenant Howard Hunter - James Sikking
- Sergeant/Luitenant Henry Goldblume - Joe Spano
- Agent/Sergeant Lucille (Lucy) Bates - Betty Thomas
- Agent Joe Coffey - Ed Marinaro
- Agent Leo Schnitz - Robert Hirschfeld
- Sergeant Stan Jablonski - Robert Prosky
- Luitenant Norman Buntz - Dennis Franz
- Detective Patsy Mayo - Mimi Kuzyk
- Detective Harry Garibaldi - Ken Olin
- Agent Patrick Flaherty - Robert Clohessy
- Agent Tina Russo - Megan Gallagher

## Regelmatig terugkerende personages
- Captain Bob Ajanian - Richard Romanus
- Assistent District Attorney Alvarez - Gregory Sierra
- John Amico - Jack Andreozzi
- Shirret Anders - Van Nessa Clarke
- Ed Andrews - John Wesley
- Bobby Angel - Billy Green Bush
- Mr. Arcanian - Paul Michael
- Prunella Ashton-Wilkes - Elizabeth Huddle
- E.A.T. Agent Jack Ballantine - Gary Miller
- Reverend Banks - Stack Pierce
- Detective Sal Benedetto - Dennis Franz
- Detective Michael Benedict - Gerald Castillo
- Bernard - Kent Williams
- Assistant District Attorney Irwin Bernstein - George Wyner
- Billie - Karole Selmon
- Sal Binachi - Jack Andreozzi
- Marv Box - Dana Gladstone
- Alan Bradford - Martin Ferrero
- Richard Brady - William Forsythe
- Tyler Bragg - Howard Witt
- Warren Briscoe - Andy Romano
- Virgil Brooks - Nathan Cook
- Attorney Brown - Renny Roker
- Agent Randall Buttman - Michael Biehn
- Stuart Casey - Fred McCarren
- Kiki Chabundi - Clinton Derricks-Carroll
- Ed Chapel - Jordan Charney
- Connie Chapman - Frances McDormand
- Dolores Chapman - Linda Hart
- Cynthia Chase - Andrea Marcovicci
- Theodore Chato - Victor Mohica
- Don Chesler - Peter Schuck
- Detective Luitenant Alf Chesley - Gerry Black
- Chico - Gregory Norman Cruz
- Lee Cleveland - Hilly Hicks
- Mayor Ozzie Cleveland - J.A. Preston
- Judge Milton Cole - George Wallace
- Colette - Marion Kodamu Yue
- Coley - Robin Coleman
- Douglas Comstock - Robin Gammell
- Crawford - Franklyn Seales
- Sonny Crockett - Dennis Burkley
- Jennifer Cross - Jeanetta Arnette
- Chief Fletcher Daniels - Jon Cypher
- Daryl Ann - Deborah Richter
- Agent Rudy Davis - Harold Sylvester
- Arnold Detweiler - Michael Fairman
- Fabian DeWitt - Zero Hubbard
- Vivian DeWitt - Beverly Hope Atkinson
- Al DiPiano - Charles Tyner
- DiCostanza - Lou Joffred
- Maureen Dolan - Joan Sweeny
- Tommy Donahue - David L. Crowley
- Pete Dorsey - Peter Lownds
- Phil Dugan - Stephen Macht
- Jay Eldridge - Peter Fox
- Ellis - Leonard Lightfoot
- Aunt Feeney - Beah Richards
- Gabe Fimpel - Michael Tucker
- Sarah Fimpel - Jill Eikenberry
- Benjamin Fisk - George Coe
- James Fitzsimmons - Jere Burns
- John Fox - Harrison Page
- James Willett Frame - George Innes
- Mary Franken - Nora Heflin
- Captain Freedom - Dennis Dugan
- Captain Jerry Fuchs - Vincent Lucchesi
- Mr. Furillo - Richard Bull
- Anna Furillo - Penny Santon
- Joe Furillo - Michael Durrell
- Sophie Furillo - Catherin Paolone
- Gerry Gaffney - Gary Frank
- Agent Michael Galva - Brian McNamara
- Grace Gardner - Barbara Babcock
- Agent Ron Garfield - Mykelti Williamson
- Anthony Garibaldi - Joe Dorsey
- Jon Gennaro - Leo Rossi
- Goldblum - Dana Gladstone
- Rachel Goldblume - Rosanna Huffman
- Gradsky - Andy Goldberg
- Carole Greene - Martha Hackett
- Ed Greenglass - Basil Hoffman
- Eddie Gregg - Charles Levin
- Celestine Grey - Juney Smith
- Judge Paul Grogan - Donnelly Rhodes
- Lotta Gue - Roxanne Rolle
- Joe Gustimonte - Edward James Olmos
- Wilber Harmon - Eric Laneuville
- Agent Harris - Mark Metcalf
- William Hasselbach - Ian Patrick Williams
- Dr. Heath - Wortham Krimmer
- Dudley Hicks - Troy Curvey Jr.
- Mary Hicks - Alexandra Johnson
- Reggie Hill - James McEachin
- Hingle - Jake Mitchell
- Vic Hitler - Terry Kiser
- Eddie Hoban - Robert Brian Berger
- Tom Hopper - Eric Pierpoint
- Vera Horvath - Sharon Barr
- Jesse John Hudson - Danny Glover
- Bailbondsman Huerta - Danny Mora
- Iggy - David Fresco
- Sal Intestinale - John Quade
- Ms. Jackson - Pamela Hayden
- Sergeant Jenkins - Lawrence Tierney
- Justine - Peggy Blowe
- Debbie Kaplan - Gela Jacobson
- Kristen - Ally Sheedy
- Lambert - Charles Guardino
- Andrew Lane - William G. Schilling
- Lee - John Idakitis
- Vernon Lee - Kene Holliday
- Agent Ron Lipsky - Chris Noth
- Pickpocket James Logan - Nick Savage
- Biff Lowe - Paul Gleason
- Irv Luboff - Michael Durrell
- Ludwig - George McDaniel
- Lyle - Phil Peters
- Lynetta - Shirley Jo Finney
- Ralph Macafee - Dan Hedaya
- Mac MacAllister - Sandy McPeak
- Assistant Chief Dennis Mahoney - Ron Parady
- Mancuso - John O'Connell
- Shamrock Leader Tommy Mann - David Caruso
- Cookie Marcel - Jesse D. Goins
- Dave Marino - Vincent Baggetta
- Robin Mars - David Wohl
- Agent Martin - Randy Kovitz
- Jesus Martinez - Trinidad Silva
- Marty the pawnbroker - Martin Garner
- Hal Massey - Robert Sampson
- Councilman Tom McAurley - Dennis Holahan
- Kate McBride - Lindsay Crouse
- Nancy McCoy - Karen Carlson
- Lawrence McKeever - Michael MacRae
- Melvin - Matt Kanen
- Steve Merkur - Scott Paulin
- Metzger - James Tartan
- Katy Moore - Nancy Lenehan
- Roseanna Morgenstern - Lee Kessler
- William Mullins - Jesse D. Goins
- Agent Jerry Nash - Stephen McHattie
- Peggy LaRue Nelson - Janet Carroll
- Rob Nelson - Louis Giambalvo
- Martha Nichols - Lynne Moody
- Chief Coroner Wally Nydorf - Pat Corley
- Judge Lee Oberman - Larry D. Mann
- Sonny Orsini - Joe Pantoliano
- Pak - Soon-Tek Oh
- Presidential Aide Parker - Charles Seaverns
- Celeste Patterson - Judith Hansen
- Pauli - Ernie Sabella
- Sandra Paully - Mimi Rogers
- Marcus Peabody - Randy Brooks
- Inspector Pearson - John Karlen
- Donald Peck - James O'Sullivan
- Agent Mike Perez - Tony Perez
- Philip - Miguel Fernandez
- Agent Archie Pizer - Barry Tubb
- Agent Ramsey - Stanley Kamel
- Raymond - David Selburg
- Reagan - Harry Moses
- John Renko - Morgan Woodward
- Tracy Renko - Alley Mills
- Caroline Reynolds - Kristen Meadows
- Rico - Marco Rodriguez
- Nat Rikers - Tim Thomerson
- Doris Robson - Alfre Woodard
- Nemo Rodriguez - Don Cervantes
- Dr. Ted Rose - Sandy McPeak
- Hector Ruiz - Panchito Gomez
- Louis Russ - Stan Shaw
- Samantha - M.E. Loree
- Trudy Sandler - Betty McGuire
- Danny Santana - Reni Santoni
- Santini - Jeff Seymour
- Gene Scapizzi - Marc Alaimo
- Judge Maurice Schilling - Allan Rich
- Luitenant Emil Schneider - Dolph Sweet
- Myrna Scnitz - Jane Alden
- Randolph Scripps - Kenneth Tigar
- Andy Sedita - Stuart Margolin
- Ben Seltzer - Barney Martin
- Shanks - Nicholas Shields
- Irish Bobby Shields - Guy Boyd
- Internal Affairs Detective Shipman - Arthur Taxier
- Sid the Snitch - Peter Jurasik
- Rollie Simone - Michael Lerner
- Sneed - Gary Van Ormand
- Sosa - Al Ruscio
- Gina Srignoli - Jennifer Tilly
- Jack Steger - Sandy Ward
- Dr. Stuart - Sam Groom
- Swanson - George Dickerson
- Terry Sylvestri - Grace Zabriskie
- Agent Robin Tataglia - Lisa Sutton
- Mrs. Tatum - Ketty Lester
- Teresa - Helen Shaver
- Jill Thomas - Lynn Whitfield
- Denise Thompson - Freddye Chapman
- Agent Clara Tilsky - Jane Kaczmarek
- William (Buck Naked) Tully - Lee Weaver
- Tyler - Ricco Ross
- Sandy Valpariso - Linda Hamilton
- Mr. Viatoro - Luis Avalos
- Judge Alan Wachtel - Jeffrey Tambor
- Councilman Wade - Walter Bobbie
- Dorothy Walker - Anne Curry
- Luitenant John Walsh - John Brandon
- Webster - Mark Voland
- Charlie Weeks - Charles Hallahan
- Sam Weiser - Ron Silver
- Graham Wells - Granville Van Dusen
- Byron Whitcamp - Kale Browne
- Agent Wiley - Patti Johns
- Alfred Williams - Keith Amos
- Lynn Williams - Ann-Marie Johnson
- Wilma - Donna LaBrie
- Morris Wine - Ralph Manza
- Nurse Linda Wulfawitz - Kathleen Lloyd